# Švábská Alba

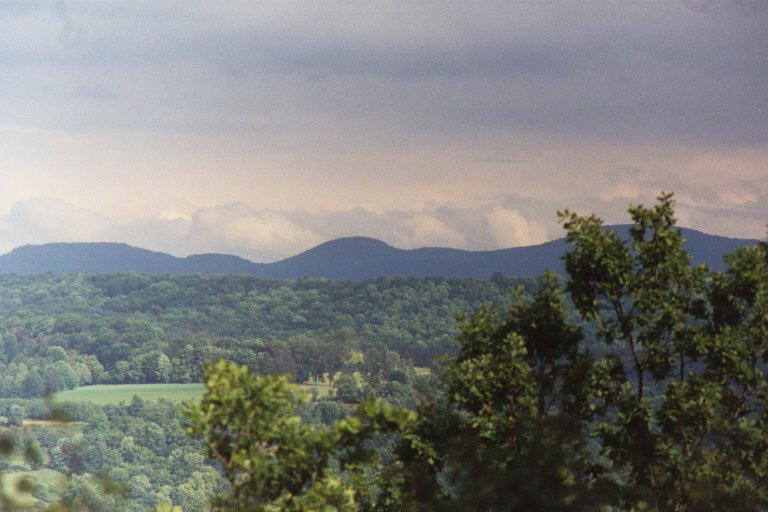
Švábská Alba poblíž Tübingenu

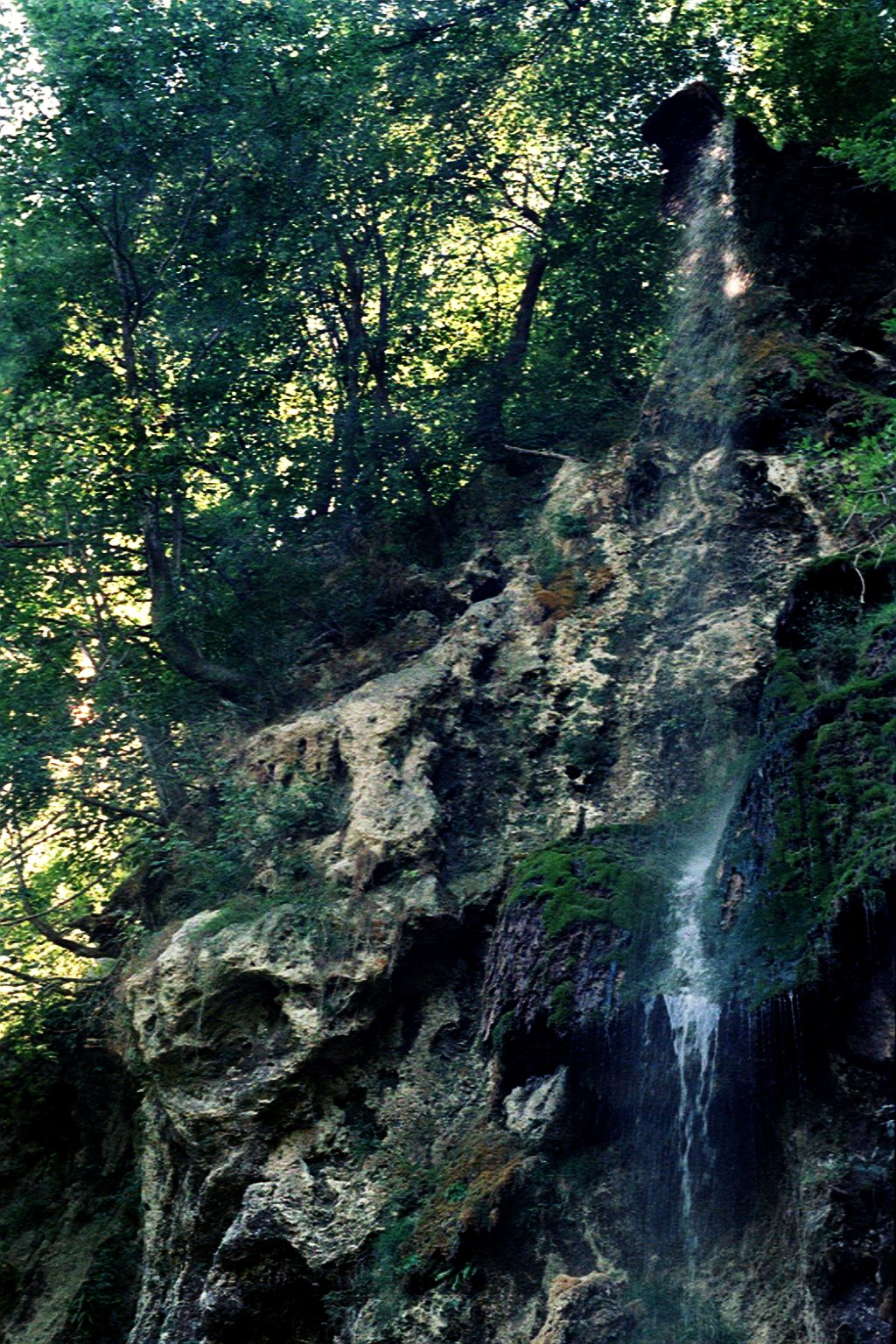
Vodopády u Bad Urach

Švábská Alba (německy Schwäbische Alb nebo Schwabenalb), někdy také nazývaná Švábský Jura, je německé pohoří na jihu spolkové země Bádensko-Württembersko, s malým přesahem do Švýcarska.

## Geografie

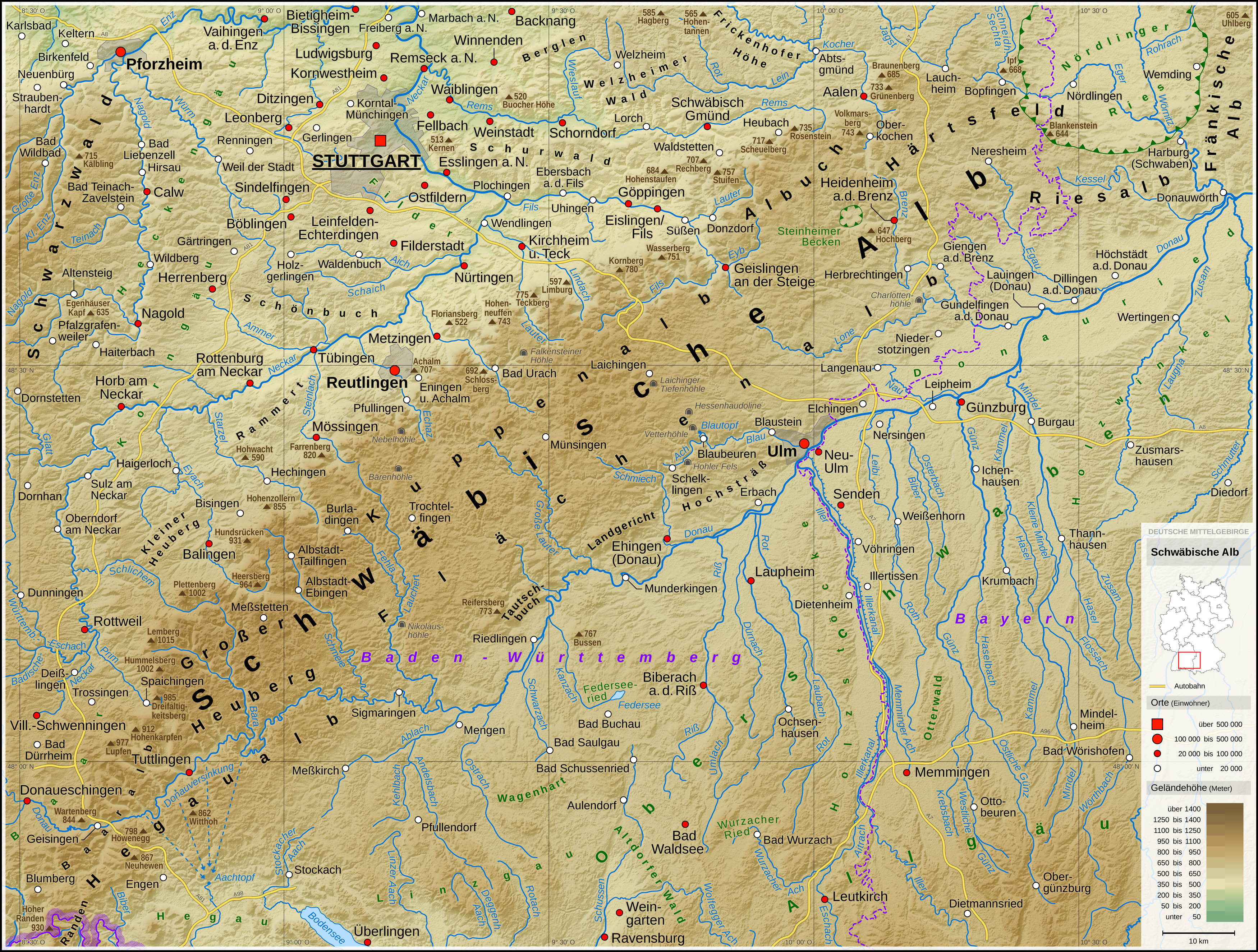
Topografická mapa pohoří

Švábskou Albu na západě odděluje úzký pruh tzv. Gäuplatten od Schwarzwaldu. Na severovýchodě na ni navazuje Franská Alba, na jihu začíná podhůří Alp. Stejně jako Franská Alba, i Švábská na severu přechází v tzv. Keuperland, tedy nižší celky tvořené už nikoli jurskými, ale staršími triasovými vápenci.
Od Bodamského jezera se hřeben pohoří táhne severovýchodním směrem až k městu Aalen. Nejvyšší horou je pohoří je Lemberg s nadmořskou výškou 1015 m. Celé pohoří je významným nalezištěm jurských fosílií a současně jedním velikým krasovým územím.
Vzhledem ke geologickým podobnostem byl v 19. století prosazován názor, že Franská Alba, Švábská Alba, Švýcarský a Francouzský Jura tvoří jediné pohoří; toto pojetí se ale neujalo a dnes se s ním setkáváme jen zřídka. Všechny tyto horské celky jsou sice tvořené z větší části usazeninami z mělkého tropického moře z období jury, ale zatímco v případě Franské a Švábské Alby (a menších přilehlých území ve Švýcarsku) jsou to jen rozlámané a vyzvednuté tabule, podstatná část Jury je ukázkově zvrásněná alpinským vrásněním. Obě Alby tedy patří do Jihoněmecké stupňoviny (Süddeutsches Schichtstufenland), zatímco Jura se už řadí k Alpám.

### Členění
V německém členění má Schwäbische Alb číslo D60, resp. podle starého systému 09. Podle staršího systému Emila Meynena se oblast dělí takto:
- 09 (=D60) Schwäbische Alb (Švábská Alba)
  - 090 Randen
  - 091 Hegau-Alb (Hegauská Alba)
  - 092 Baaralb und Oberes Donautal (Baarská Alba a údolí horního Dunaje)
  - 093 Hohe Schwabenalb (Vysoká Švábská Alba)
  - 094 Mittlere Kuppenalb (Střední kupovitá Alba)
  - 095 Mittlere Flächenalb (Střední plošinová Alba)
  - 096 Albuch und Härtsfeld (Albuch a Härtsfeld)
  - 097 Lonetal-Flächenalb (Niedere Alb) (Nízká Alba)
  - 098 Riesalb (Rieská Alba)

Orograficky lze vyčlenit také tyto celky:
- Härtsfeld
- Albuch
- Heidenheimská Alba
- Spodní Alba
- Stubersheimská Alba
- Ulmerská Alba
- Blaubeurská Alba
- Urachská Alba
- Münsingská Alba
- Reutlingská Alba
- Zwiefaltská Alba
- Zollernalb
- Grosser Heuberg

## Hydrologie
Severozápadní svahy pohoří jsou odvodňovány řekou Neckar, která pramení v rašeliništi ve městě Schwenningen. Tok Neckaru kopíruje přibližně severozápadní svah pohoří a u města Plochingenu se prudce stáčí na západ směrem k řece Rýn, do níž se později vlévá. Mírnější jihovýchodní svahy jsou odvodňovány prostřednictvím menších toků do Dunaje. V celé oblasti se nachází množství podzemních toků, z nichž některé nejsou dosud podrobně zmapovány. Zvláštností je, že většina místních toků vytéká naráz z podzemních prostor už jako hotová řeka či říčka, aniž by sbírala na svému toku drobné přítoky z jednotlivých malých pramenů. Těmto prameništím de německy říká „Töpfe“ (doslovný překlad do češtiny by znamenal „hrnce“) a jedná se o vyvěračky.
- Významné vyvěračky:
  - Aachtopf nejvydatnější vyvěračka v Německu, pramen řeky Aach
  - Blautopf pramen řeky Blau ve městě Blaubeuren, řeka Blau se v Ulmu vlévá do Dunaje
  - Filsursprung pramen řeky Fils u městečka Wiesensteig, řeka Fils tvoří pravobřežní přítok Neckaru v Plochingenu
  - Lautertopf pramen romantické turisticky vyhledávané říčky Große Lauter u obce Gomadingen, říčka protéká údolím hradů a jeskyní a tvoří levobřežní přítok Dunaje
  - Goldloch pramen říčky Lauter u obce Lenningen, říčka vytéká přímo z jeskyně a vlévá se do Neckaru u města Wendlingen.

## Turistické lokality
- V regionu se nachází mnoho hradů, klášterů, kostelů, jeskyní a starých měst.
- Řeka Dunaj, která pramení v pohoří Černý les prostřednictvím zdrojnic Brigach a Breg se poblíž obce Immendigen propadá a protéká nejprve soustavou krasových jeskyní do města Aachu a poté se vlévá coby řeka Aach do Bodamského jezera. Následně Dunaj pramení jakoby znovu pomocí zdrojnic Krähenbach a Elta.
- Jeskyně a umění z doby ledové v pohoří Švábská Alba – lokalita světového kulturního dědictví UNESCO

## Osídlení
Nejstarší doklady pravěkého osídlení dosahují stáří až 35 000 let. Patří mezi ně píšťala vyrobená z labutí kosti, dvě sošky lvího muže či koňská hlava. Od 1. do 3. století tudy probíhala hranice římské říše, tzv. Limes Romanus.

### Sídla

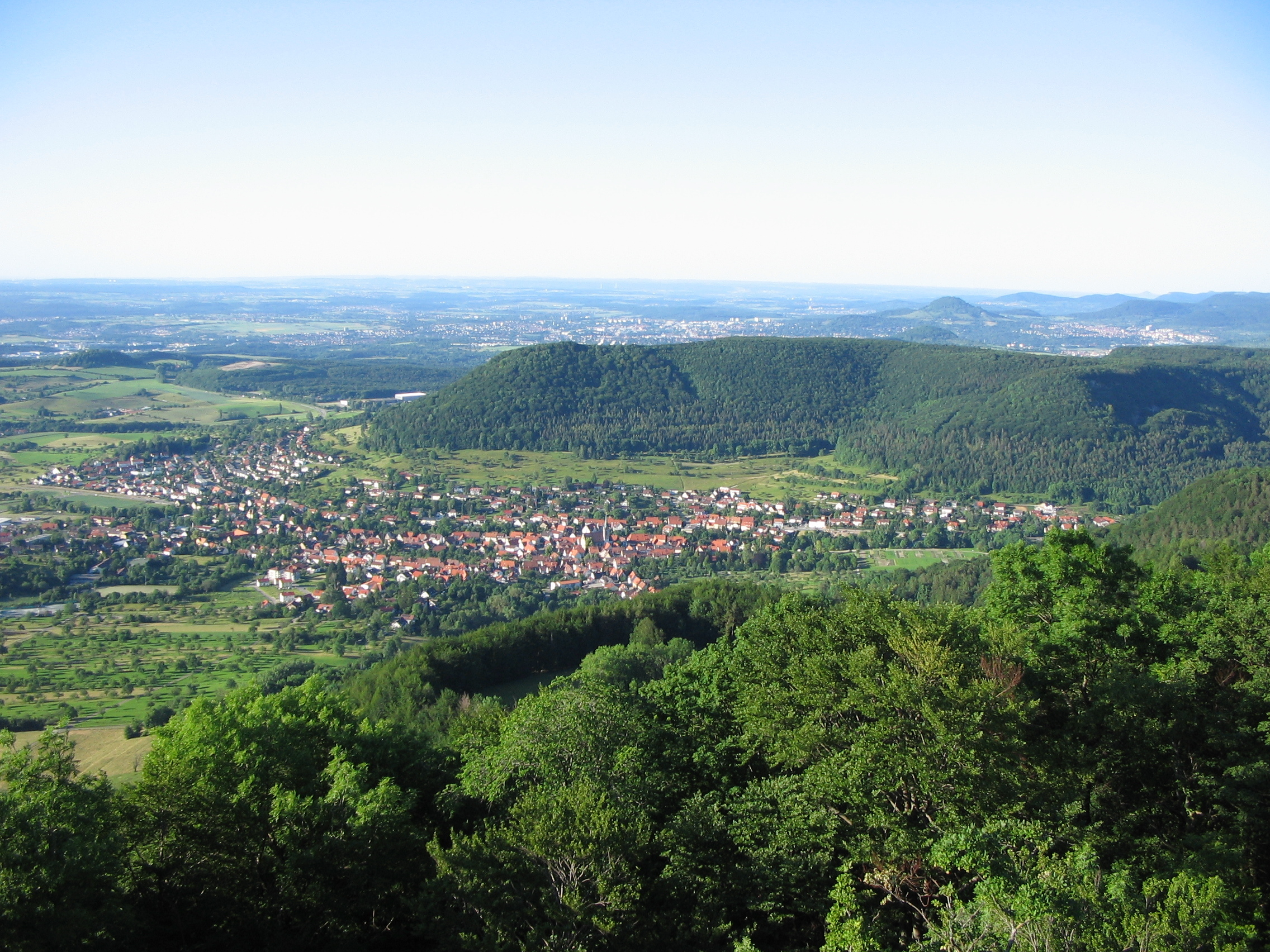
Města Gönningen a Reutlingen (vzadu)

- Důležitá sídla přibližně ve směru od jihozápadu na severovýchod:
  - Sigmaringen, hohenzollernské město na horním Dunaji
  - Rottweil, nejstarší město v Bádensku-Württembersku
  - Albstadt, město v srdci Švábské Alby
  - Balingen, město pod hradem Hohenzollernů
  - Tübingen, univerzitní město, město lékařů
  - Reutlingen, „brána“ do Švábské Alby
  - Ulm, univerzitní město, město Alberta Einsteina,
  - Münsingen, město na hranici vojenského újezdu
  - Laichingen, město tkalců
  - Kirchheim unter Teck, město řemeslníků pod horami
  - Geislingen an der Steige, město čtyř údolí
  - Aalen, město hranic římského impéria

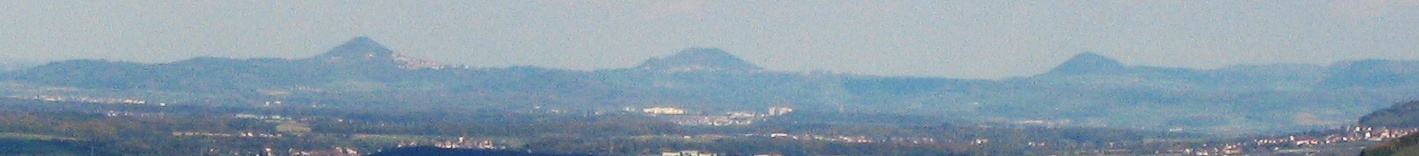
Panorama Dreikaisergebirge